# Nicola van Houbraken

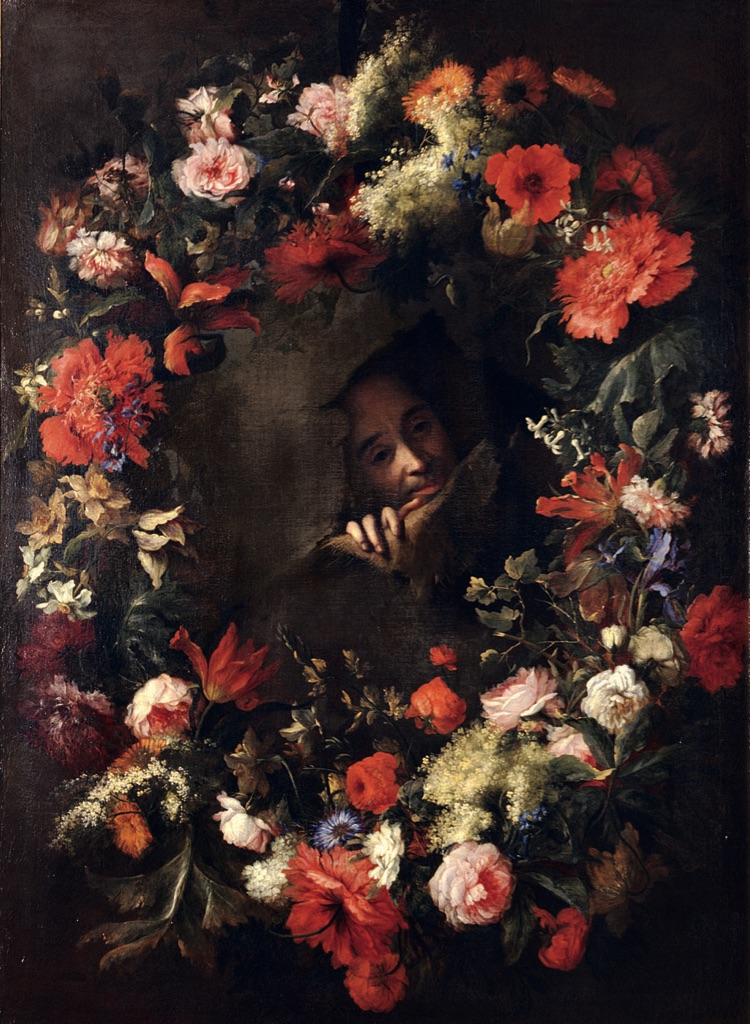
Posiblemente un Autorretrato o un retrato de François Rivière

Nicola o Nicolino o Niccolino van Houbraken, también conocido como Nicolino Vanderbrach da Messina y Nicola Messinese (1660 – 1723) fue un pintor italiano del barroco tardío de ascendencia flamenca. Se especializó en pinturas que representan arreglos lúdicos de frutas, verduras, vegetación, animales, juegos en interiores o en bosques. También pintó alegorías y cuadros de guirnaldas. Su trabajo fue apreciado por la corte de los Medici en Florencia. 

## Vida
Nicola nació en Mesina de padre flamenco y madre local. El padre de Nicola, Ettore (o Hector, fallecido en 1723), y su abuelo, Joannes (Giovanni) van Houbraken (Houbracken) (originario de Amberes), eran pintores de historia y comerciantes de arte. Joannes van Houbraken nació probablemente en Amberes hacia 1600 y se trasladó a Italia hacia 1620, donde se estableció en Mesina. Más tarde regresó a Amberes, desde donde se dedicó al comercio con Italia de pinturas y materiales pictóricos. Se cree que el padre de Nicola nació en Amberes. Regresó a Mesina, donde se casó con la hija de Nicola Francesco Maffei, un arquitecto. También ejerció como pintor y marchante de arte, pero su obra es desconocida. Tras el nacimiento de Nicola, la familia permaneció en Mesina hasta que la abandonó para irse a Livorno en 1674 tras la revuelta de Mesina contra el dominio español.

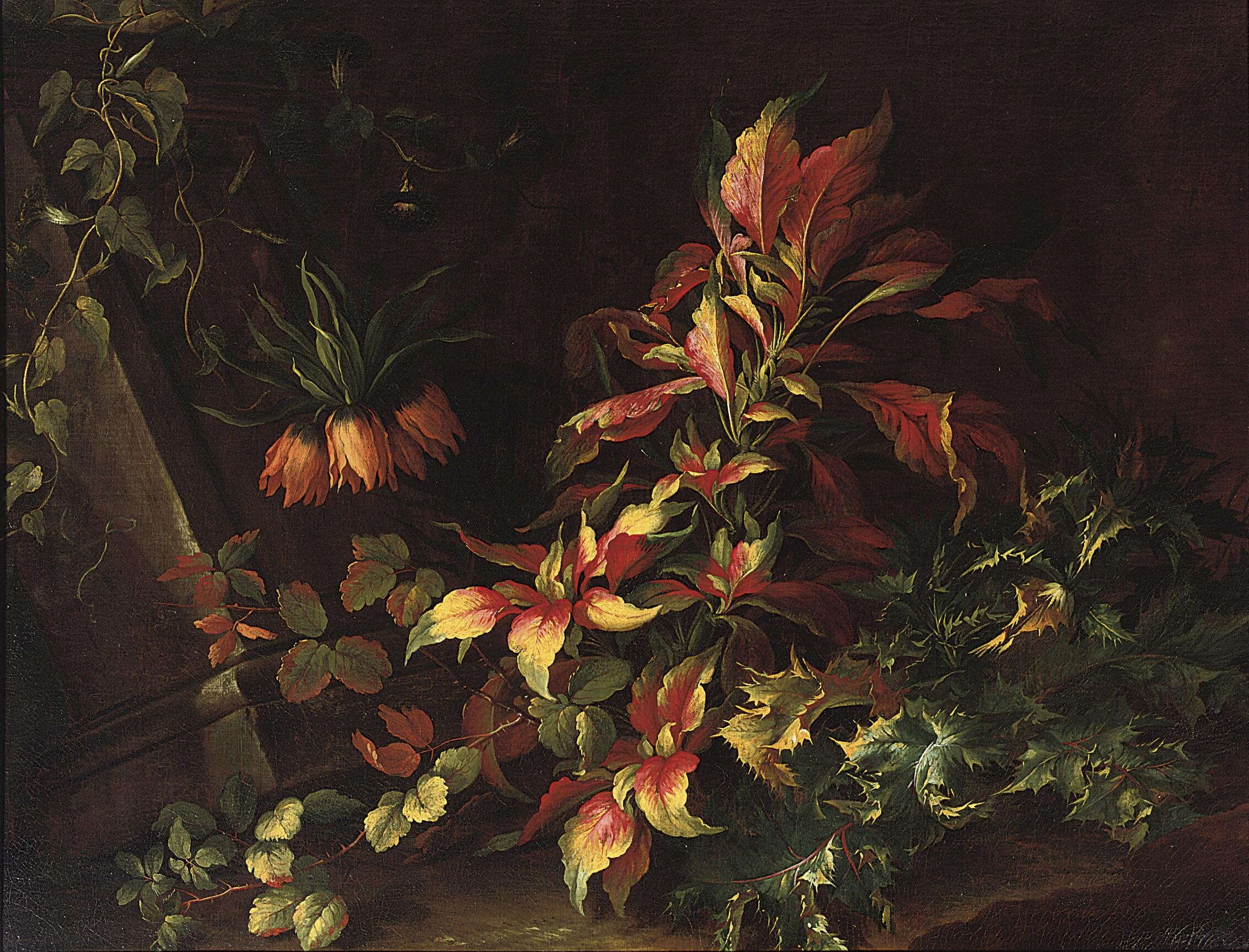
Suelo del bosque con flores y cardos.

Nicola se convirtió en un exitoso pintor de bodegones, que trabajó para los mecenas locales y también envió obras a todas las partes del país. Sus obras fueron apreciadas por la corte de los Medici, que entonces gobernaban Livorno. Los Medici eran conocidos por su pasión por las flores, una pasión que tenía su origen en la colección de rosas y claveles de Cosimo de' Medici y Ferdinando II. El Gran Duque pidió a Nicola que le enviara un retrato suyo para su galería de autorretratos en la Galleria dell'Accademia
Nicola se casó con Caterina Valsisi con quien tuvo una hija llamada María Teresa. La hija también estudió arte y murió en 1765 en Livorno.  En 1706 y 1724 expuso algunas de sus obras en la Accademia delle Arti del Disegno de Florencia.  En 1704, 1706 y 1729 sus obras fueron expuestas en la Santissima Annunziata de Florencia .
Murió en Livorno entre 1724 y 1733.

## Obra

### General
Se especializó en pinturas que representaban arreglos lúdicos de frutas, verduras, vegetación, animales y caza ambientados en interiores y bosques. También pintó cuadros de guirnaldas y escenas alegóricas. Sus bodegones forestales continúan la tradición de las obras de Otto Marseus van Schrieck, que fue uno de los primeros practicantes de este género. Dado que van Houbraken rara vez ponía su monograma en sus cuadros, ha sido una tarea difícil reunir su obra, así como confirmar la cronología. Se supone que sus cuadros más oscuros, con las connotaciones simbólicas más evidentes, son creaciones de los primeros años de su carrera. 

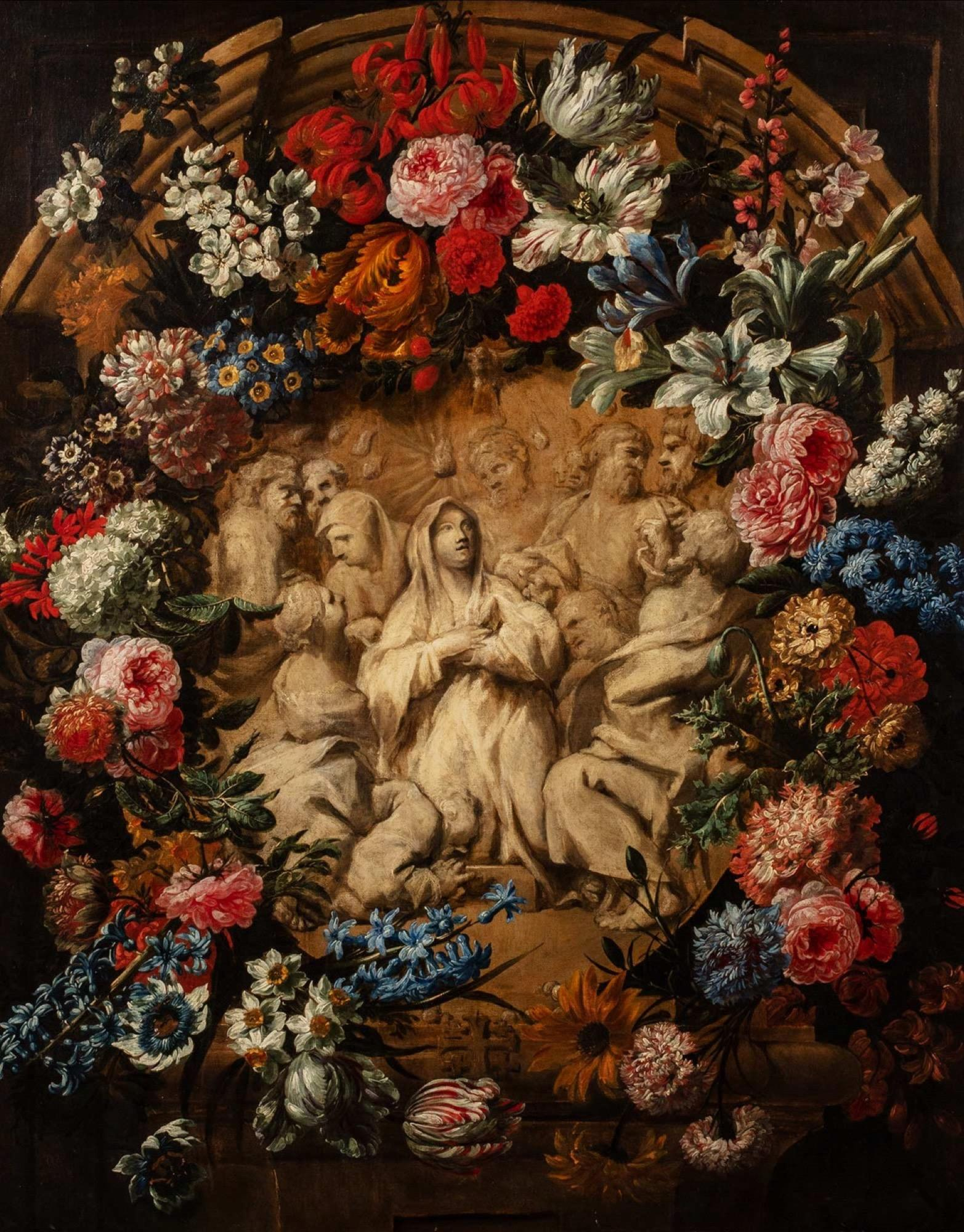
Trampantojo con un bajorrelieve de mármol que representa el Pentecostés con flores

Son característicos del estilo del artista los rápidos toques de luz que se imprimen en las pequeñas hojas y las audaces pinceladas que representan las flores de forma nítida para que destaquen del fondo oscuro. Nicola hizo gala de una precisión y una maestría técnica al retratar las diferentes especies botánicas con un realismo y una naturalidad extremos. Esto permite a los estudiosos distinguir entre las diferentes especies que representa. El repertorio floral presentado con tanta lucidez en el cuadro convierte a van Houbraken en un "experto florista". Nicola era especialmente conocido por sus cuadros que representan hierbas y vegetación. Junto con los cardos, la especie exótica conocida como amaranthus tricolor es una de las especies florales más recurrentes en su obra. Aparece en doce obras del artista y funciona así como una especie de acrónimo inconfundible de sus cuadros. Sus composiciones son ricas en encanto y gama cromática, con preferencia por los tonos gélidos y cristalinos, que recuerdan la obra de Abraham Brueghel. Sus bodegones también reflejan la influencia de la producción toscana contemporánea de la escuela florentina de Lucca de Bartolomeo Bimbi y Andrea Scacciati.
Se sabe que colaboró con pintores especializados en paisajes y figuras en obras a las que él aportaba los elementos de la naturaleza muerta y el colaborador el paisaje y las figuras. Se sabe que trabajó con otros tres artistas en un Paisaje con ermitaños, antiguamente en la Colección Gherardesca. En esta obra Alessandro Magnasco pintó las figuras, Marco Ricci el paisaje, el desconocido Bianchi di Livorno las piedras y Nicola van Houbraken las hierbas

### Cuadros de guirnaldas
Algunas de las obras de van Houbraken se inscriben en el género de las llamadas "pinturas de guirnaldas". Los cuadros de guirnaldas son un tipo de bodegón inventado a principios del siglo XVII en Amberes por Jan Brueghel el Viejo y practicado posteriormente por los principales pintores flamencos de bodegones, como Daniel Seghers. Los cuadros de este género mostraban inicialmente una guirnalda de flores o, con menor frecuencia, de frutas alrededor de una imagen devocional o un retrato. En el desarrollo posterior del género, la imagen devocional fue sustituida por otros temas, como retratos, temas mitológicos y escenas alegóricas. Daniel Seghers desarrolló los aspectos ilusionistas del género sustituyendo los retratos en cartela por pinturas de bajorrelieves y esculturas. Mediante el uso de efectos de trampantojo, Seghers pudo crear la ilusión de tridimensionalidad, por ejemplo, incluyendo elementos que parecen sobresalir del marco del cuadro. El objetivo era dar al espectador la impresión de que no estaba viendo un cuadro, sino una verdadera guirnalda de flores alrededor de una auténtica cartela esculpida. Abraham Brueghel, nieto de Jan Brueghel el Viejo, introdujo el género en Italia, donde trabajó durante 40 años, primero en Roma y luego en Nápoles, donde murió en 1697. El príncipe calabrés Antonio Ruffo era un admirador de las obras de Brueghel, algunas de las cuales coleccionó en su palacio cerca de Mesina. Es posible que Van Houbraken se haya familiarizado con las pinturas de guirnaldas de ese lugar.

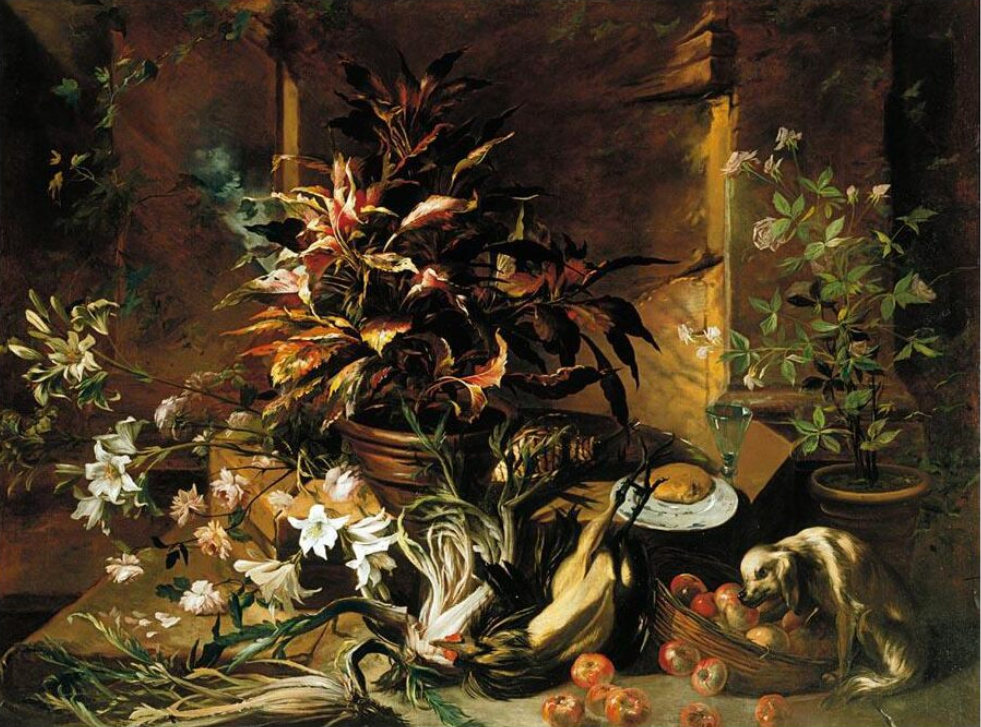
Bodegón con macetas con plantas y rosas, un perro, una cesta de manzanas, hinojo y un gallo semidesplumado

Un ejemplo de pintura de guirnaldas de van Houbraken es el Tampantojo con un bajorrelieve de mármol que representa Pentecostés con flores (Finarte Sp A. Venta de Pinturas de Maestros Antiguos y Arte del siglo XIX del 25 de noviembre de 2019 lote 339). Esta pintura de guirnalda muestra una guirnalda de flores alrededor de una cartela que es un bajorrelieve en trampantojo que representa el Pentecostés.

### El autorretrato que no fue
Otro ejemplo de pintura con guirnalda es uno de sus cuadros de la colección de la Galería de los Uffizi de Florencia, que muestra un marco de guirnalda de flores que, en este caso, rodea el retrato de un hombre. Esta obra se identificaba tradicionalmente con el autorretrato que se creía que había enviado al Gran Duque. Los historiadores del arte han demostrado ahora que el cuadro no es en realidad un autorretrato, sino un retrato del pintor francés François Rivière, que trabajó en Livorno. La identificación errónea del retratado se produjo ya en el siglo XVIII. Probablemente tiene su origen en el hecho de que la cabeza del retratado sale de la sombra inclinada hacia el espectador, como si fuera el reflejo del artista en un espejo. La fecha de la obra no se conoce con certeza. La fecha tradicionalmente estimada de 1720 ha sido cuestionada por algunos historiadores del arte que sitúan la fecha de la obra a finales del siglo XVII. Es posible que el cuadro se identifique con un lienzo presentado en la exposición de arte celebrada en 1729 en los claustros de la Santissima Annunziata de Florencia, que en el catálogo de ese mismo año se describía como un cuadro de flores de Wan-ou-bru-ken con el retrato del señor Riviera en su interior.
El retrato en sí está creado con un efecto de trampantojo muy ilusionista. Parece como si la cabeza del retratado se asomara a través de un gran corte en el lienzo, cuya parte inferior sostiene con la mano derecha. El efecto así creado se parece al de algunos retratos ilusionistas de los pintores holandeses Gerard Dou y Samuel van Hoogstraten, que muestran a personas que extienden su cabeza o su mano a través de una ventana pintada. Van Houbraken va un paso más allá en la creación de la ilusión de que la persona retratada y el lienzo forman parte de la misma realidad, al dejar que el retratado se asome por un corte ilusorio en el lienzo.

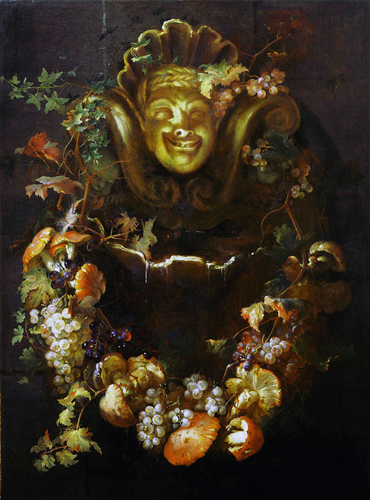
Bodegón con fuente y guirnalda de flores y frutas

El supuesto modelo del retrato, François Rivière, tiene una sonrisa irónica y melancólica en su rostro. Esto puede tener que ver con el hecho de que, a pesar de sus evidentes talentos como artista, no pudo lograr el éxito comercial en Livorno y vivía en la pobreza. La sonrisa del modelo también puede referirse al género de obras por las que se conocía a François Rivière, que eran principalmente escenas de género cómico (astuto) de pequeña escala. 
También se conserva en los Uffizi un colgante de este llamado Autorretrato. Se llama Naturaleza muerta con una fuente y una guirnalda de flores y frutas. Muestra una guirnalda de frutas, setas y otra vegetación suspendida alrededor de una fuente. La parte superior de la fuente está formada por una máscara unida a una concha esculpida sostenida por dos volutas. Se ha sugerido que las pinturas colgantes representan la competencia entre la escultura y la pintura. Este era un tema de discusión habitual en la comunidad artística de toda la Europa del siglo XVII. Las dos partes de la discusión exponían sus argumentos sobre por qué una de las dos formas de arte era superior a la otra. Está claro que van Houbraken se pone del lado de la pintura, representada por el Retrato de François Rivière. Su superioridad queda demostrada por su capacidad de crear imitaciones casi realistas de la vida, mientras que la escultura, representada por el Bodegón con fuente y guirnalda de flores y frutas, sólo puede recrear una imagen sin vida de la realidad.
Otro motivo en juego en esta pintura es el de la vanitas, es decir, la reflexión sobre la fugacidad y el sinsentido último de todas las actividades mundanas, ya que todas terminarán en muerte y destrucción. Las flores son el símbolo perfecto para este motivo, ya que normalmente solo duran una temporada antes de marchitarse y morir. 

### Escenas alegóricas
También pintó escenas alegóricas con un elemento importante de naturaleza muerta, como la Alegoría del invierno y la Alegoría del verano (subasta im Kinski del 18 al 20 de junio de 2013, lote 3800A). El invierno está personificado por un hombre guapo, semidesnudo. El verano, la época de la cosecha, está rebosante de abundancia.